# Hohe Wart-Tunnel
Der Hohe Wart-Tunnel (auch: Tunnel Hohe Wart) ist ein 872 m langer Eisenbahntunnel der Schnellfahrstrecke Hannover–Würzburg. Er liegt auf dem Gebiet des Marktes Zellingen, nordwestlich von Würzburg.
Die Baukosten laut Abrechnung (ohne Mehrwertsteuer) beliefen sich auf 26,6 Millionen D-Mark (rund 13,6 Mio. Euro; Preisstand: etwa 1985).

## Verlauf
Der Tunnel verläuft in nord-südlicher Richtung. Die Trasse verläuft im Tunnel dabei in einer Gerade. Die Gradiente fällt zum Südportal hin durchgängig mit 12,5 Promille ab.
Am Nordportal (Bau-Km 292,041) liegt die Schienenoberkante auf einer Höhe von 288,354 m ü. NN, am Südportal (Bau-Km 292,925) von 277,304 m. Die Überdeckung (über Bergfirst) liegt bei bis zu 27 m, an den Portalen zwischen 10 und 15 m.
Nördlich des Tunnels schließt sich, nach einem kurzen Einschnitt, der 411 m lange Hanfgartentunnel an.

### Geologie
Der Tunnel liegt in Festgestein des Oberen Muschelkalks. Etwa 18 bis 20 m unter dem Tunnel stehen Schichten des Mittleren Muschelkalks an und beeinflussen mit Gipsauslaugungen das darüber liegende Gebirge.

## Geschichte

### Planung
Im Planungsstand von Ende 1977 war im Bereich des heutigen Tunnels ein Einschnitt vorgesehen. Auch im Herbst 1981 war noch kein Tunnel geplant.
Der Tunnel bildete, zusammen mit einem 287 m langen Voreinschnitt im Norden und einem 392 m Voreinschnitt im Süden das Los 2 eines 2.500 m langen Bauabschnitts (Bau-Km 290,800 bis 293,300), zu dem auch der benachbarte Hanfgartentunnel gehörte. Der Abschnitt wurde am 23. September 1983 für eine Auftragssumme von 50.174.800 D-Mark vergeben (rund 25,7 Millionen Euro; Preisstand: 1983).
Ende März 1982 hatte der Gemeinderat von Himmelstadt, über dessen Gebiet die Strecke im Bereich des Tunnels für 1,7 km läuft, den Planfeststellungsabschnitt ohne Gegenstimmen gebilligt.
In der Planungs- und Bauphase wurde der Tunnel, gemeinsam mit dem benachbarten Hanfgartentunnel, auch als Objekt 32 bezeichnet. Anfang 1982 war für den Tunnel noch eine Länge von 850 m vorgesehen gewesen, Ende 1983 lag die geplante Länge bei 849 m.

### Bau
Der Bau begann am 24. Oktober 1983. Der Vortrieb, vom Nordportal nach Süden, begann am 12. April 1984.
Der feierliche Tunnelanschlag wurde am 11. Mai 1984 begangen.
Die Kalotte wurde am 1. Dezember 1984 durchgeschlagen, die Strosse am 20. Dezember gleichen Jahres. Vom 27. August bis 5. September wurden die beiden in dem Bauabschnitt erstellten Tunnel geprüft. Am 27. September 1985 wurden die Bauarbeiten abgeschlossen, am 8. Oktober wurde der Tunnel formell abgenommen. Die Tunnelpatenschaft hatte Christa Elisabeth Berg übernommen.
Die 884 m lange Röhre (gemessen wurde der Abstand zwischen den beiden Portalfußpunkten) wurde fast vollständig, auf einer Länge von 849 m, in bergmännischer Bauweise errichtet. 35 m im Bereich der Portalbauwerke wurden in offener Bauweise erstellt.
Der Ausbruchsquerschnitt lag zwischen 108 und 143 m², der Nutzquerschnitt zwischen 81 und 99 m². Die maximale Ausbruchshöhe (Sohle–Scheitel) lag bei 11,60 m, die hergestellte Tunnelhöhe (Schienenoberkante–Scheitel) bei 7,78 m. Insgesamt wurden 97.300 m³ Fels ausgebrochen, für die Einschnitte und Voreinschnitte wurden 328.500 m³ Material abgetragen. Die Überschussmassen (250.000 m³) wurden auf einer Deponie bei Würzburg deponiert; die mittlere Transportentfernung lag bei 6,0 km. Da der Bergwasserspiegel unterhalb der Tunnelsohle lag, fiel während der Bauphase nur maximal 0,2 l Tunnelwasser je Sekunde an.
Für das Außengewölbe wurden 5.890 m³ Spritzbeton eingesetzt, für das Innen- und Sohlgewölbe 15.325 m³ Beton. Insgesamt 200 t Stahl wurden für die Bewehrung der Innenschale und der Portale aufgewendet.
Mit der Errichtung war die ARGE Hanfgarten- und Hohe Wart-Tunnel beauftragt, die aus den drei Unternehmen ILBAU, Leonhard Moll und Hermann Kirchner bestand.

### Betrieb

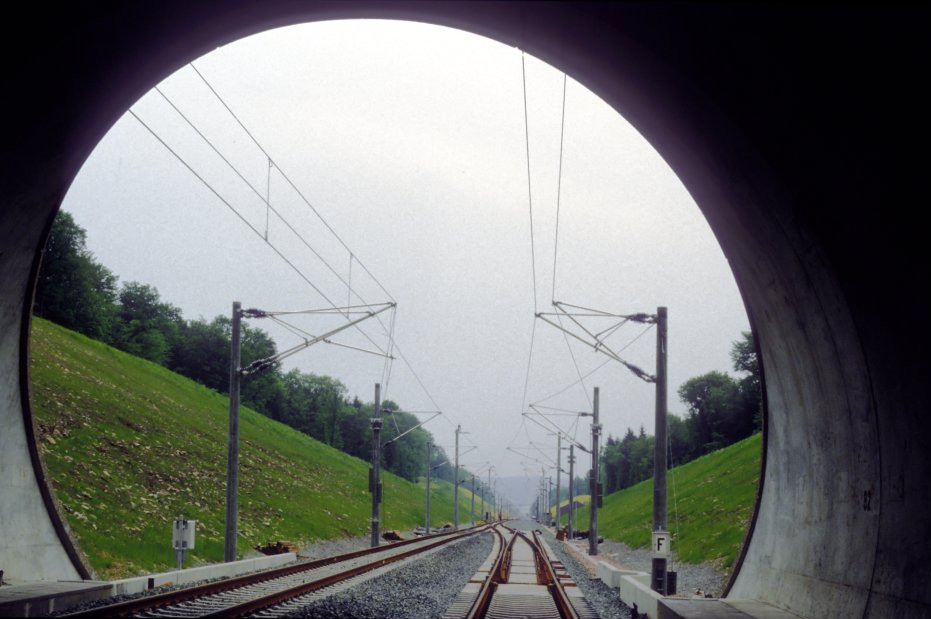
Die Überleitstelle Hohe Wart am Südportal des Tunnels bildete das südliche Ende des ersten fertiggestellten Abschnitts der Neubaustrecke. Der Vorlaufbetrieb wurde Mitte 1986 aufgenommen.

Bei der ICE-Weltrekordfahrt am 1. Mai 1988 markierte der Tunnel den Beginn eines speziell für Fahrten über 350 km/h ausgelegten Schnellfahrabschnittes von 24,2 km Länge (bis Streckenkilometer 284,4).

## Technik
Im Tunnel stehen die beiden die Überleitstelle Hohe Wart von Norden deckenden Hauptsignale.